# Natação no Campeonato Mundial de Esportes Aquáticos de 2022 - 200 m borboleta feminino
A prova dos 200 metros borboleta feminino da natação no Campeonato Mundial de Esportes Aquáticos de 2022 ocorreu nos dias 21 e 22 de junho, em Budapeste, na Hungria.

## Recordes
Antes desta competição, os recordes mundiais e do campeonato nesta prova eram os seguintes:
| Tipo                  | Atleta            | Tempo     | Local | Data                  |
| --------------------- | ----------------- | --------- | ----- | --------------------- |
|                       | Liu Zige          | 2m 01s 81 | Jinan | 21 de outubro de 2009 |
| Recorde do campeonato | Jessicah Schipper | 2m 03s 41 | Roma  | 30 de julho de 2009   |

## Medalhistas
| Ouro                  | Prata                 | Bronze            |
| Summer McIntosh (CAN) | Hali Flickinger (USA) | Zhang Yufei (CHN) |

## Cronograma
Todos os horários são locais (UTC+2). 
| Data        | Hora  | Evento        |
| ----------- | ----- | ------------- |
| 21 de junho | 10:00 | Eliminatórias |
| 21 de junho | 19:18 | Semifinal     |
| 22 de junho | 18:02 | Final         |

## Resultados

### Eliminatórias
Esses foram os resultados das eliminatórias. A prova foi realizada no dia 21 de junho com início às 10:00.
| Pos. | Bateria | Raia | Nadadora               | Nacionalidade        | Tempo   | Notas |
| ---- | ------- | ---- | ---------------------- | -------------------- | ------- | ----- |
| 1    | 1       | 3    | Summer McIntosh        | Canadá               | 2:07.26 | Q     |
| 2    | 1       | 4    | Hali Flickinger        | Estados Unidos       | 2:07.31 | Q     |
| 3    | 3       | 5    | Kina Hayashi           | Japão                | 2:08.63 | Q     |
| 4    | 2       | 3    | Elizabeth Dekkers      | Austrália            | 2:08.98 | Q     |
| 5    | 2       | 4    | Regan Smith            | Estados Unidos       | 2:09.02 | Q     |
| 6    | 3       | 4    | Zhang Yufei            | China                | 2:09.21 | Q     |
| 7    | 2       | 5    | Boglárka Kapás         | Hungria              | 2:09.24 | Q     |
| 7    | 3       | 2    | Helena Bach            | Dinamarca            | 2:09.24 | Q     |
| 9    | 1       | 2    | María Mata             | México               | 2:09.32 | Q,    |
| 10   | 1       | 5    | Laura Stephens         | Reino Unido          | 2:10.07 | Q     |
| 11   | 1       | 6    | Abbey Connor           | Austrália            | 2:10.10 | Q     |
| 12   | 3       | 7    | Lana Pudar             | Bósnia e Herzegovina | 2:10.20 | Q     |
| 13   | 3       | 3    | Zhu Jiaming            | China                | 2:11.20 | Q     |
| 14   | 3       | 6    | Katinka Hosszú         | Hungria              | 2:11.22 | Q     |
| 15   | 3       | 1    | Lea Polonsky           | Israel               | 2:11.40 | Q     |
| 16   | 2       | 6    | Chiho Mizuguchi        | Japão                | 2:11.65 | Q     |
| 17   | 2       | 2    | Quah Jing Wen          | Singapura            | 2:11.79 |       |
| 18   | 2       | 7    | Giovanna Diamante      | Brasil               | 2:12.39 |       |
| 19   | 2       | 1    | Georgia Damasioti      | Grécia               | 2:13.12 |       |
| 20   | 3       | 8    | Karen Durango          | Colômbia             | 2:14.20 |       |
| 21   | 2       | 8    | Jinjutha Pholjamjumrus | Tailândia            | 2:15.89 |       |
| 22   | 1       | 8    | Julimar Ávila          | Honduras             | 2:17.40 |       |
| 23   | 1       | 1    | Thị Mỹ Thảo Lê         | Vietname             | 2:18.65 |       |
| 24   | 3       | 0    | Alondra Ortíz          | Costa Rica           | 2:19.01 |       |
| 25   | 2       | 0    | Hayley Wong            | Brunei               | 2:35.48 |       |
| 26   | 1       | 7    | Helena Gasson          | Nova Zelândia        | DNS     | DNS   |

### Semifinal
Esses foram os resultados das semifinais. A prova foi realizada no dia 21 de junho com início às 19:18.
| Pos. | Bateria | Raia | Nadadora          | Nacionalidade        | Tempo   | Notas  |
| ---- | ------- | ---- | ----------------- | -------------------- | ------- | ------ |
| 1    | 2       | 4    | Summer McIntosh   | Canadá               | 2:05.79 | Q, WJ, |
| 2    | 1       | 4    | Hali Flickinger   | Estados Unidos       | 2:05.90 | Q      |
| 3    | 2       | 3    | Regan Smith       | Estados Unidos       | 2:07.13 | Q      |
| 4    | 1       | 7    | Lana Pudar        | Bósnia e Herzegovina | 2:07.58 | Q,     |
| 5    | 1       | 3    | Zhang Yufei       | China                | 2:07.76 | Q      |
| 6    | 1       | 5    | Elizabeth Dekkers | Austrália            | 2:07.77 | Q      |
| 7    | 1       | 6    | Helena Bach       | Dinamarca            | 2:07.82 | Q      |
| 8    | 2       | 6    | Boglárka Kapás    | Hungria              | 2:07.89 | Q      |
| 9    | 2       | 5    | Kina Hayashi      | Japão                | 2:08.32 |        |
| 10   | 1       | 2    | Laura Stephens    | Reino Unido          | 2:08.47 |        |
| 11   | 2       | 2    | María Mata        | México               | 2:09.78 |        |
| 12   | 2       | 7    | Abbey Connor      | Austrália            | 2:09.88 |        |
| 13   | 1       | 1    | Katinka Hosszú    | Hungria              | 2:10.64 |        |
| 14   | 2       | 1    | Zhu Jiaming       | China                | 2:11.19 |        |
| 15   | 2       | 8    | Lea Polonsky      | Israel               | 2:11.31 |        |
| 16   | 1       | 8    | Chiho Mizuguchi   | Japão                | 2:12.54 |        |

### Final
A final foi realizada em 22 de junho às 18:02.
| Pos.              | Raia | Nadadora          | Nacionalidade        | Tempo   | Notas |
| ----------------- | ---- | ----------------- | -------------------- | ------- | ----- |
| Medalha de ouro   | 4    | Summer McIntosh   | Canadá               | 2:05.20 | WJ,   |
| Medalha de prata  | 5    | Hali Flickinger   | Estados Unidos       | 2:06.08 |       |
| Medalha de bronze | 2    | Zhang Yufei       | China                | 2:06.32 |       |
| 4                 | 3    | Regan Smith       | Estados Unidos       | 2:06.79 |       |
| 5                 | 7    | Elizabeth Dekkers | Austrália            | 2:07.01 |       |
| 6                 | 6    | Lana Pudar        | Bósnia e Herzegovina | 2:07.85 |       |
| 7                 | 8    | Boglárka Kapás    | Hungria              | 2:08.12 |       |
| 7                 | 1    | Helena Bach       | Dinamarca            | 2:08.12 |       |

Legenda
| Recorde mundial       | Recorde mundial (World record)               |                       | Recorde africano                      | Recorde africano (African) |                                           | Q | Classificado por posição (Qualified) |
| Recorde do campeonato | Recorde do campeonato (Championship record)  | Recorde da América    | Recorde da América (Americas)         | q                          | Classificado por melhor tempo (Qualified) |   |                                      |
| Melhor marca do ano   | Melhor marca do ano (World leading)          | Recorde asiático      | Recorde asiático (Asian)              | DNS                        | Não largou (Did not start)                |   |                                      |
| Recorde nacional      | Recorde nacional (National record)           | Recorde europeu       | Recorde europeu (European)            | DNF                        | Não terminou (Did not finish)             |   |                                      |
| Recorde pessoal       | Recorde pessoal do atleta (Personal best)    | Recorde da Oceania    | Recorde da Oceania (Oceania)          | DSQ / DQ                   | Desclassificado (Disqualified)            |   |                                      |
| Recorde da temporada  | Recorde da temporada do atleta (Season best) | Recorde sul-americano | Recorde sul-americano (South America) | NM                         | Sem marca (No mark)                       |   |                                      |